# Червона димна азотна кислота
Червона азотна кислота, що димить (буродимна азотна кислота) — рідкий азотнокислий окислювач, що використовується в ракетному паливі. Хімічний склад: азотна кислота (основа), тетраоксид діазоту (димер NO2) приблизно 10-30% для різних видів, вода — одиниці відсотків. Жовтувато-червоний колір надає тетраоксид діазоту, що частково розкладається з утворенням діоксиду азоту.
Зазвичай кислоту додають інгібітор, оскільки вона вкрай агресивна і викликає корозію більшості матеріалів. Найбільш ефективним інгібітором, що часто застосовувався, була плавикова кислота (HF), яка на порядок знижувала швидкість корозії нержавіючих сталей і алюмінієвих сплавів через утворення щільної плівки фторидів на поверхні металу.